# Gedenkteken Nelson Mandela
Het Gedenkteken Nelson Mandela is een artistiek kunstwerk in Amsterdam-Oost.
Kunstenaar Steffen Maas maakte voor het hoekpand Krugerplein en Pretoriusstraat (ook wel De Krugerkop genoemd) een mozaïekportret van Nelson Mandela. Het mozaïek werd daarbij opgebouwd uit honderden houten schildjes met Zuid-Afrikaanse patronen. Het kwam voort uit de samenwerking van bewoners uit de Transvaalbuurt en onder andere Woningcorporatie Eigen Haard (waarschijnlijk eigenaar van het gebouw) en Museum zonder Muren. Het mozaïek moest de binding van de buurt met Zuid-Afrika bevestigen of benadrukken; meeste straten en pleinen in de buurt zijn vernoemd naar personen die een binding hadden met (een voorloper van) Zuid-Afrika, maar dan een eeuw eerder. Het was bedoeld als tijdelijk kunstwerk voor een vijftal jaar vanaf de onthulling op 21 juni 2014, maar in 2021 is het nog in perfecte staat.
Maas maakte voor de voorgevel van het gebouw uit hetzelfde materiaal het naambord (per letter) en een mozaïek Unity in diversity; deze waren in het voorjaar 2021 afgedekt in verband met renovatie van het gebouw.  